# Agboluaje
Agboluaje, död 1772, var alaafin, monark, i Oyoriket mellan 1750 och 1772.